# Tsaghkut
Tsaghkut es una localidad del raión de Amasiay, en la provincia de Shirak, Armenia, con una población censada en octubre de 2011 de 181 habitantes. 
Se encuentra ubicada al noroeste de la provincia, a poca distancia del río Akhurian —afluente del río Aras— y de la frontera con Turquía y Georgia.

## Clima
Tsaghkut tiene clima continental. Temperatura media y precipitación promedio. El promedio de la cifra climática de Tsaghkut es de 5,9. Esto se basa en varios factores, como las temperaturas medias, las posibilidades de precipitación y las experiencias climáticas de otros.

## Duración del vuelo
Duración vuelo: 15 h. 20 menos